# Friedrich Wilhelm Ernst Peters

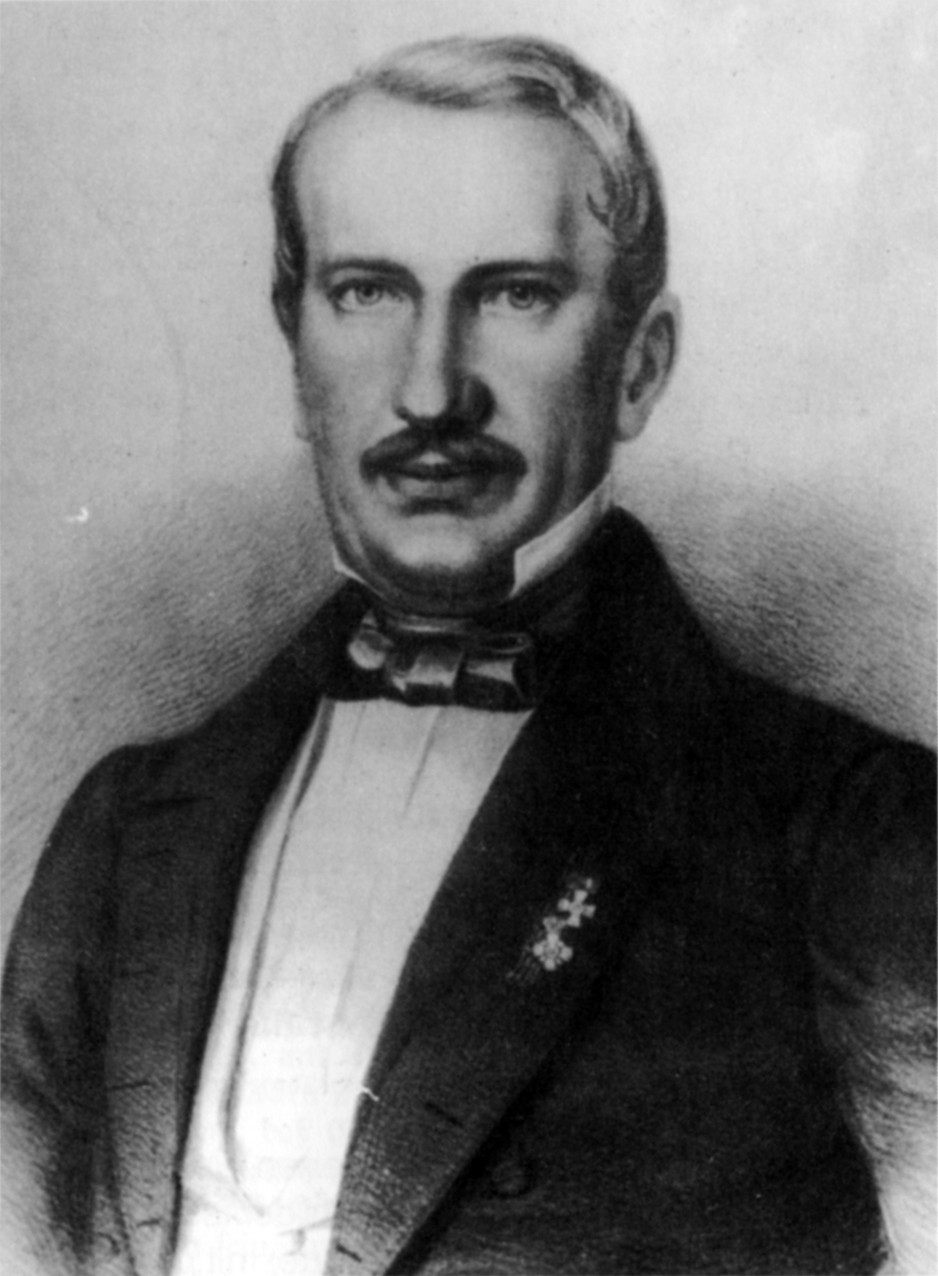
Friedrich Wilhelm Ernst Peters

Friedrich Wilhelm Ernst Peters (* 1. März 1812 in Neuhaus bei Landsberg, später Kreis Soldin; † nach 1874 vermutlich in Liegnitz) war ein deutscher Regierungsbeamter sowie von 1853 bis 1858 Regierungspräsident des preußischen Regierungsbezirks Minden in der Provinz Westfalen.

## Leben
Peters schloss sein Abitur 1829 mit dem Zeugnis der Reife Nr. I am Gymnasium Stargard. Darauf studierte er 6 Semester Rechtswissenschaft an der Universität Berlin. Er bestand am 15. Juni 1832 seine Prüfung zum Auskultator beim Kammergericht Berlin mit dem Vermerk „als Auskultator vollkommen qualifiziert“ ab. Am 10. April 1834 legte er seine Prüfung zum Regierungs-Referendar bei der Regierung Stettin mit der Note „vorzüglich gut“ ab. Am 14. April 1838 bestand er die Prüfung zum Regierungsassessor. Am 14. September 1832 wurde er zum Auskultator am Kammergericht Berlin berufen. Am 6. Mai 1833 erlangte er eine Anstellung als Auskultator beim Oberlandesgericht Stettin. Am 2. Mai 1834 wurde er Regierungs-Referendar bei der Regierung Stettin. Vier Jahre später, am 2. Mai 1838 wurde er Regierungsassessor bei der Regierung Frankfurt/Oder. Von dort wechselte er zum 23. Juni 1838 zur Regierungsbezirk Liegnitz. Am 13. November 1841 wurde er zur Regierung Königsberg abberufen und war beim dortigen Polizeipräsidenten beschäftigt, dergleichen ab 26. Februar 1843 beim Polizeipräsidenten in Berlin. Am 24. Juni 1845 wurde Peters zum Regierungsrat ernannt. Am 23. Juni 1849 wurde er Polizeipräsident in Königsberg. Am 6. Dezember 1853 stieg er schließlich zum Präsidenten der Regierung Minden auf. Am 29. November 1858 wurde Peters in den einstweiligen Ruhestand versetzt (Opfer der Neuen Ära). Am 8. April 1874 wurde er pensioniert.

## Privates
Peters Vater war Oberförster. Peters war evangelischer Konfession und verheiratet mit der Fabrikantentochter Karoline Christine Wilhelmine Kittelmann aus Liegnitz.

## Auszeichnungen
Peters wurden folgende Auszeichnungen zuteil:
- Roter Adlerorden III. Klasse mit der Schleife
- Ritter des Königlichen Hausordens von Hohenzollern